# Publius Aelius Atticus
Publius Aelius Atticus war ein im 3. Jahrhundert n. Chr. lebender Angehöriger des römischen Ritterstandes (Eques).
Durch eine Weihinschrift, die beim Kastell Longovicium gefunden wurde und die auf 201/300 datiert wird, ist belegt, dass Atticus Präfekt war. Laut John Spaul war er Präfekt der Cohors I Lingonum, die in der Provinz Britannia stationiert war.